# Anii 1540
Secole: Secolul al XV-lea - Secolul al XVI-lea - Secolul al XVII-lea
Decenii: Anii 1490 Anii 1500 Anii 1510 Anii 1520 Anii 1530 - Anii 1540 - Anii 1550 Anii 1560 Anii 1570 Anii 1580 Anii 1590
Ani: 1540 1541 1542 1543 1544 1545 1546 1547 1548 1549